# Лиловый день
«Лиловый день» — третий сольный альбом лидера музыкальной группы «АукцЫон» Леонида Фёдорова, выпущенный 3 сентября 2003 года и являющийся полностью экспериментальной работой, сделанной музыкантом дома на кухне. Занимает 50-е место в списке «100 лучших постсоветских альбомов по версии сайта Афиша Daily» 2022 года.

## История альбома
Практически весь материал для альбома (акустическая гитара, вокал) записывался Фёдоровым у него дома на кухне; всё богатство аранжировки, которое слышно в записи, создавалось путём наложения фонограмм других, не предназначенных для этого самостоятельных музыкальных произведений. При этом, изначально посторонний музыкальный ряд играет роль вспомогательных партий, обогащая песни гармонически и ритмически, а иногда даже становясь полноценным контрапунктом. Сам Леонид Фёдоров называет этот альбом удачным экспериментом. Некоторое представление об использованных записях можно составить по благодарностям в выходных данных альбома.
Фёдоров рассказывает о создании альбома в одном из интервью:

Иногда просто — идём мимо метро, и я вдруг говорю жене: слушай, мне чего-то хочется волынки купить. Заходил, покупал какого-то волынщика безвестного, и потом его использовал. Вивальди взял. Эминема. Просто так. Просто. Потом заводил несколько компакт-дисков и под них пел. Писал столько дублей, сколько влезет на диск. Штук 15-20 там влезало. И вот из этих 20 дублей один попадался — фантастический.
В 2008 году вышло ограниченное переиздание «Лилового дня» (общий тираж — 999 экземпляров). Запись прошла ремастеринг, а альбом получил новую авторскую компоновку, включающую дополнительный трек «Старец 2».

## Список песен (первое издание)
Вся музыка написана Леонидом Фёдоровым, кроме трека №1 (музыка и слова — Максима Черкасова из группы «Преферанс»).
| №   | Название         | Текст песни                       | Длительность |
| --- | ---------------- | --------------------------------- | ------------ |
| 1.  | «Музыка моя»     | Максим Черкасов                   | 3:22         |
| 2.  | «Думай про меня» | Дмитрий Озерский, Дмитрий Стрижов | 5:04         |
| 3.  | «Бабуля»         | Леонид Фёдоров                    | 2:16         |
| 4.  | «Пол неба»       | Дмитрий Озерский                  | 4:43         |
| 5.  | «Вьюга»          | Дмитрий Озерский                  | 3:41         |
| 6.  | «Старец»         | Алексей Хвостенко                 | 4:02         |
| 7.  | «Печаль»         | Дмитрий Озерский                  | 3:21         |
| 8.  | «Муж»            | Леонид Фёдоров                    | 6:41         |
| 9.  | «Города»         | Олег Гаркуша                      | 2:27         |
| 10. | «Лиловый день»   | Дмитрий Озерский                  | 6:26         |
| 11. | «Якоря»          | Дмитрий Озерский                  | 6:23         |

### Переиздание альбома
Вся музыка написана Леонидом Фёдоровым, кроме трека №7 (музыка и слова — Максим Черкасов).
| №   | Название         | Текст песни                       | Длительность |
| --- | ---------------- | --------------------------------- | ------------ |
| 1.  | «Старец 2»       | Алексей Хвостенко                 | 6:30         |
| 2.  | «Думай про меня» | Дмитрий Озерский, Дмитрий Стрижов | 5:06         |
| 3.  | «Печаль»         | Дмитрий Озерский                  | 3:20         |
| 4.  | «Города»         | Олег Гаркуша                      | 2:08         |
| 5.  | «Вьюга»          | Дмитрий Озерский                  | 3:31         |
| 6.  | «Пол-неба»       | Дмитрий Озерский                  | 4:21         |
| 7.  | «Музыка моя»     | Максим Черкасов                   | 2:30         |
| 8.  | «Муж»            | Леонид Фёдоров                    | 6:38         |
| 9.  | «Лиловый день»   | Дмитрий Озерский                  | 2:27         |
| 10. | «Старец 1»       | Алексей Хвостенко                 | 3:24         |
| 11. | «Якоря»          | Дмитрий Озерский                  | 6:03         |
| 12. | «Бабуля»         | Леонид Фёдоров                    | 2:30         |

## Музыканты
- Леонид Фёдоров — вокал, гитара
- Андрей Котов — колёсная лира (6)
- Виктор Бондарик — бас (5, 7)